# Roi Wu de Chu
Le Roi Wu de Chu (chinois : 楚武王), nom de naissance Xiong Che (chinois : 熊徹), (???-690 av. J.C) est a la fois le dernier Vicomte et le premier Roi de l'état de Chu. Son règne se situe au début de la Période des Printemps et Automnes, de l'histoire de la Chine. Son nom de naissance est Xiong Che (chinois traditionnel : 熊徹), "Roi Wu" étant son nom posthume.
Il est le deuxième fils du vicomte Xiāo’áo, et le frère de Fenmao, le précédent souverain, qu'il aurait assassiné en 740 avant J.-C. pour usurper le trône. Il est également le premier dirigeant d'un des États vassaux de Zhou a revendiquer le titre de "roi", normalement réservé aux Zhou. Le Chu est l'un des rares États dont les souverains se déclarent rois pendant la Période des Printemps et Automnes, avec le Wu et le Yue.  Les autres dirigeants revendiquent plutôt ce titre pendant la Période des Royaumes combattants

## Vie
Xiong Che épouse une fille du souverain de l'état de Deng, appelée Deng Man (chinois : 邓曼), alors qu'il porte encore le titre de Vicomte. Il choisit Dou Bobi (chinois : 鬬伯比), un fils de feu le vicomte Ruo'ao, comme Lingyin et son fils Qu Xia (chinois : 屈瑕) comme Mo'ao.
Le pouvoir du Chu s'accroissant de jour en jour, Xiong Che se lasse de son titre de vicomte (chinois : 子), qu'il juge indigne de la puissance de son état, et cherche à obtenir un rang plus élevé. Durant l'été de la trente-septième année de son règne, soit en 704 avant J.-C., à l'époque du règne du roi Huan de Zhou, il invite les chefs des autres états vassaux à une réunion à Shenlu (沈鹿). Les États de Ba, Pu (chinois : 濮), Deng, Jiao (chinois : 绞/絞), Luo (chinois : 罗/羅), Zhen (chinois : 轸/軫), Shen, Er (chinois : 贰/貳), Yun (chinois : 鄖) et Jiang (chinois : 江) envoient tous des représentants à cette réunion. Seuls les États de Huang et Sui (en) (chinois : 随/隨) ne sont pas présents. Le ministre du roi Wu, Wei Zhang (chinois : 蒍章), un des ministres du roi Wu, est envoyé à la cour de Huang pour critiquer leur absence, tandis que le roi et Qu Xia prennent le commandement d'une armée pour attaquer l'État de Sui . Sui subit une défaite cinglante lors de la bataille de Suqi (chinois : 速杞之战). Le marquis de Sui s’enfuit tandis que Dou Dan (chinois : 鬬丹), un ministre du Chu, s'empare de son char avec l'aide du commandant militaire de la division des chars du Chu (右少师). 
Xiong Che s'auto-proclame "Roi", marquant ainsi l'indépendance formelle du Chu par rapport à la dynastie Zhou. Après lui, tous les souverains du Chu porteront le titre de "Roi", signe du début de la montée en puissance des royaumes vassaux aux dépens de la dynastie Zhou et du déclin de cette dernière.
En l'an 700 avant J.-C., durant la quarante et unième année de son règne, l'armée du Chu vainc l'État de Jiao, qui devient un vassal du Chu. L'année suivante, le roi Wu envoie son fils Qu Xia attaquer l'État de Luo. Mais Xia sous-estime ses ennemis et se retrouve coincé entre les nomades Lu (chinois : 卢戎) et l'armée de Luo aux frontières de l'État. Lors de la bataille qui s'ensuit, Qu Xia subit une défaite majeure et s'enfuit avec les survivants de son armée à Huangyu (chinois : 荒谷), où il se pend. Le roi Wu assume la responsabilité de la défaite et gracie tous les soldats restants qui ont pris part à la bataille; alors qu'il avait déjà ordonné l'amputation de leur pied droit. En 690 avant J.-C., le roi Wu lance une expédition punitive contre l'État de Sui. Mais, après avoir traversé le fleuve Han et être arrivé sur sa rive orientale, il tombe soudainement malade. Il s'assied sous un arbre et meurt peu de temps après. Dou Qi (chinois : 鬬祁), le fils de Dou Dan et Lingyin en poste au moment des faits, n'organise pas de funérailles et dirige l'armée du Chu vers l'ouest comme prévu initialement. Lorsque Qi et ses soldats arrivent à la capitale de l'État de Sui, ses dirigeants capitulent et jurent allégeance au Chu. L'armée du Chu se retire alors en traversant le fleuve Han, où sont organisées les funérailles du défunt roi. Par la suite, son fils Xiong Zi monte sur le trône en tant que Roi Wen de Chu.